# كأس غيانا
كأس غيانا مايورز تعتبر بطولة كرة قدم إقليمية مقرها غيانا. تأسست عام 1999. هي عبارة عن بطولة كرة قدم تقام سنويا بين الأقسام و القرى  ولا تشارك بها الا الفرق التي تمت دعوتها للبطولة. تقام البطولة في ملعب نادي جورجتاون لكرة القدم ،  هنالك أيضا مواقع بديلة يمكن أن تقام بها البطولة مثل بوردا ، ومركز ماهايكوني المجتمعي، ومركز فيكتوريا المجتمعي ، وأراضي مركز دين أمستل المجتمعي.  قام مدرب كرة القدم الوطني السابق لينوكس آرثر بتنسيق وتنظيم هذه البطولة.
بدأت البطولة بين فرق في جورج تاون ، وبعد ذلك تم توسيع دعوة المشاركة لتشمل جميع الفرق من أنحاء البلاد.  أدى ذلك إلى زيادة عدد الفرق من 20 إلى 24 في عام 2016  عام أكتوبر 2020 تم تغيير جدول البطولة المخطط بسبب وباء كوفيد-19.  تم تغيير جدول البطولة في السنوات السابقة لكي لا تتعارض مع بطولات إقليمية كبرى أخرى مثل بطولة Kashif &amp; Shanghai Knockout. 